# Dorfkirche Gatow

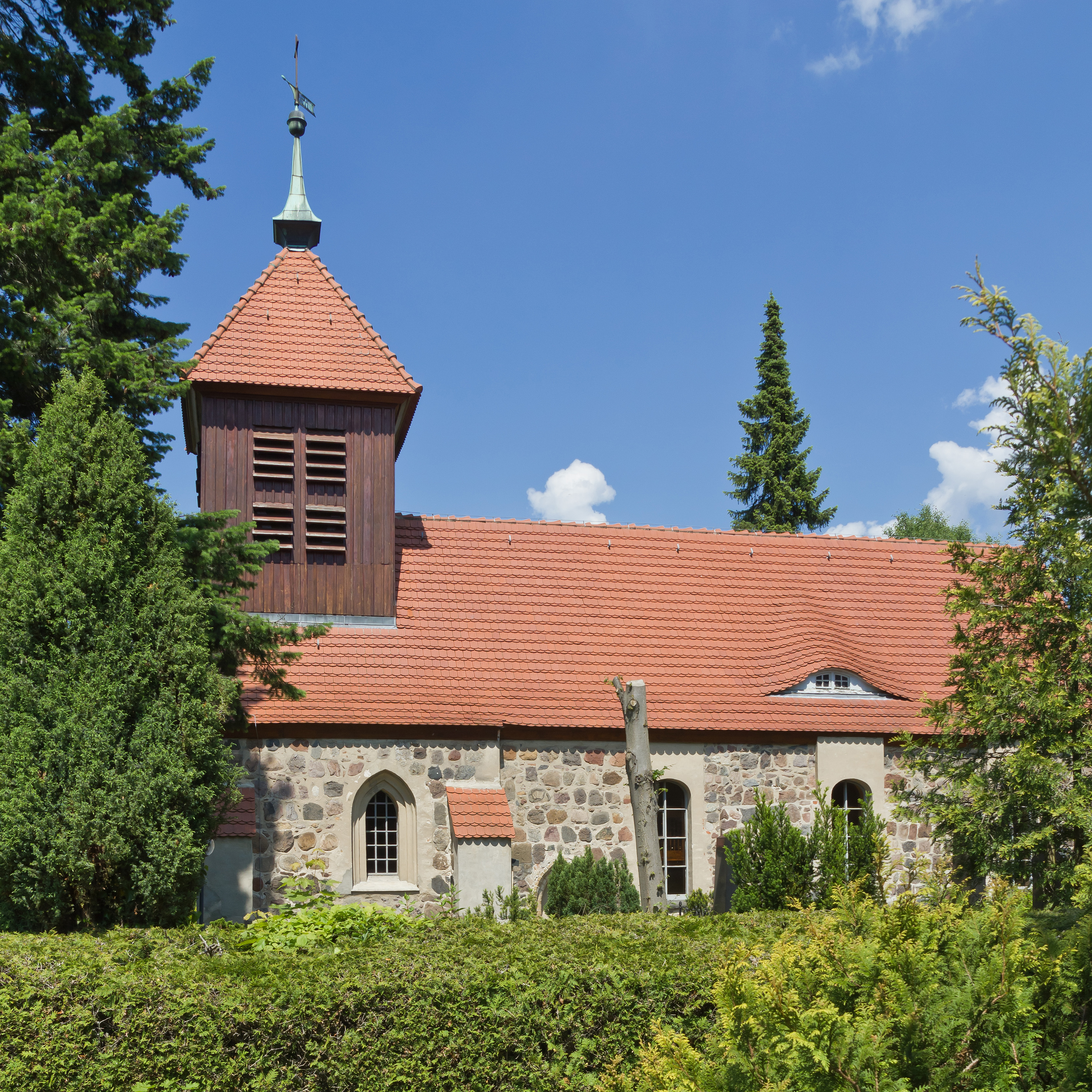
Dorfkirche Gatow

Die  Dorfkirche Gatow ist eine der über 50 unter Denkmalschutz stehenden Dorfkirchen in Berlin. Seit der Reformation in der Mark Brandenburg 1539 ist sie evangelisch und wird bis heute für Gottesdienste genutzt. Die Kirche im heutigen Berliner Ortsteil Gatow wurde mehrere Male umgebaut oder ausgebessert, so 1741, 1816, 1844, 1913 und 1935, was in der äußeren Erscheinung erkennbar ist. Ihre Ursprünge stammen aus dem 14. Jahrhundert, die Jahreszahl 1350 in der Wetterfahne von 1953 ist jedoch willkürlich gewählt.

## Geschichte

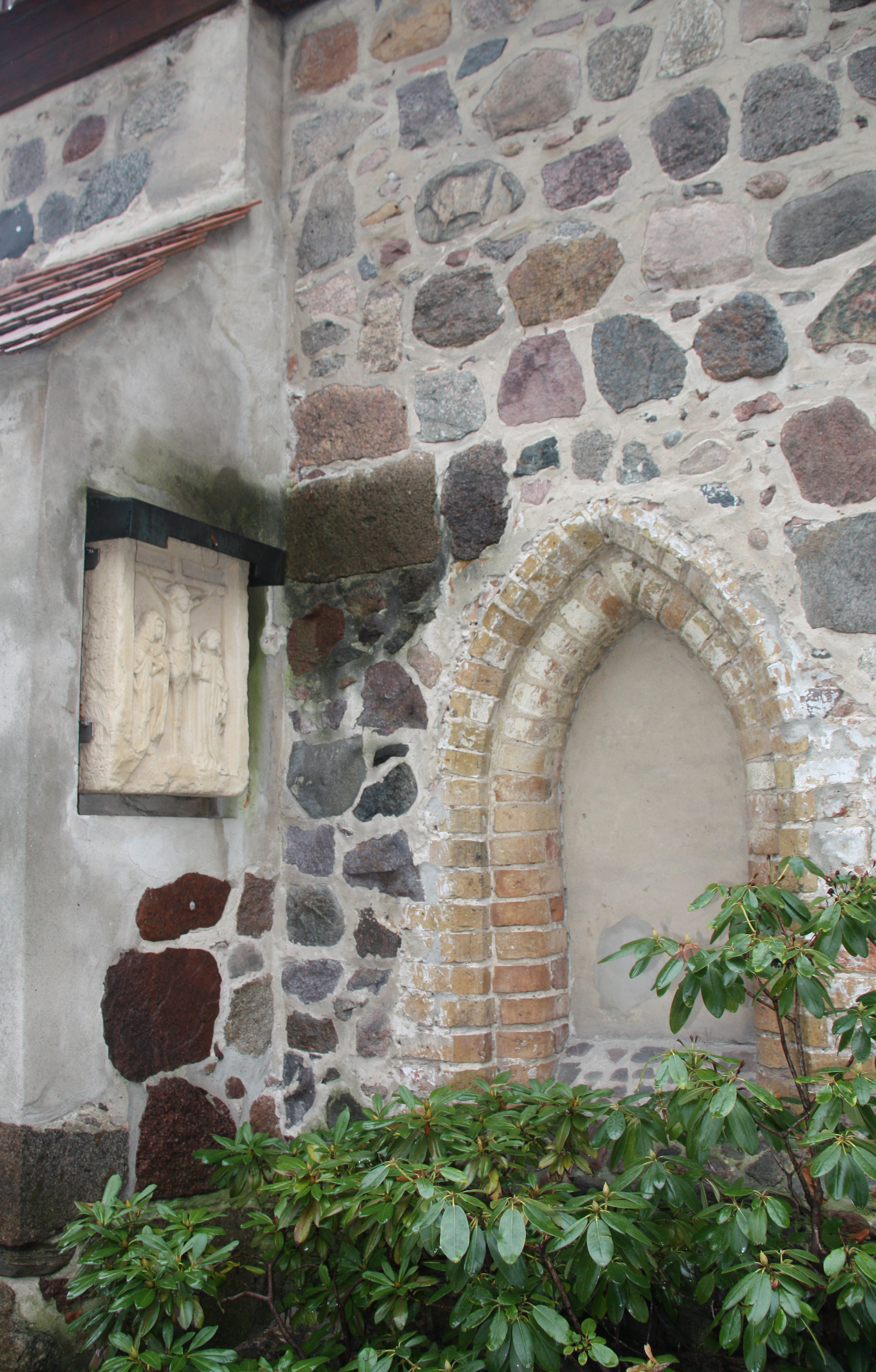
Gotisches Portal und Kalksteinrelief auf der Südseite der Dorfkirche Gatow

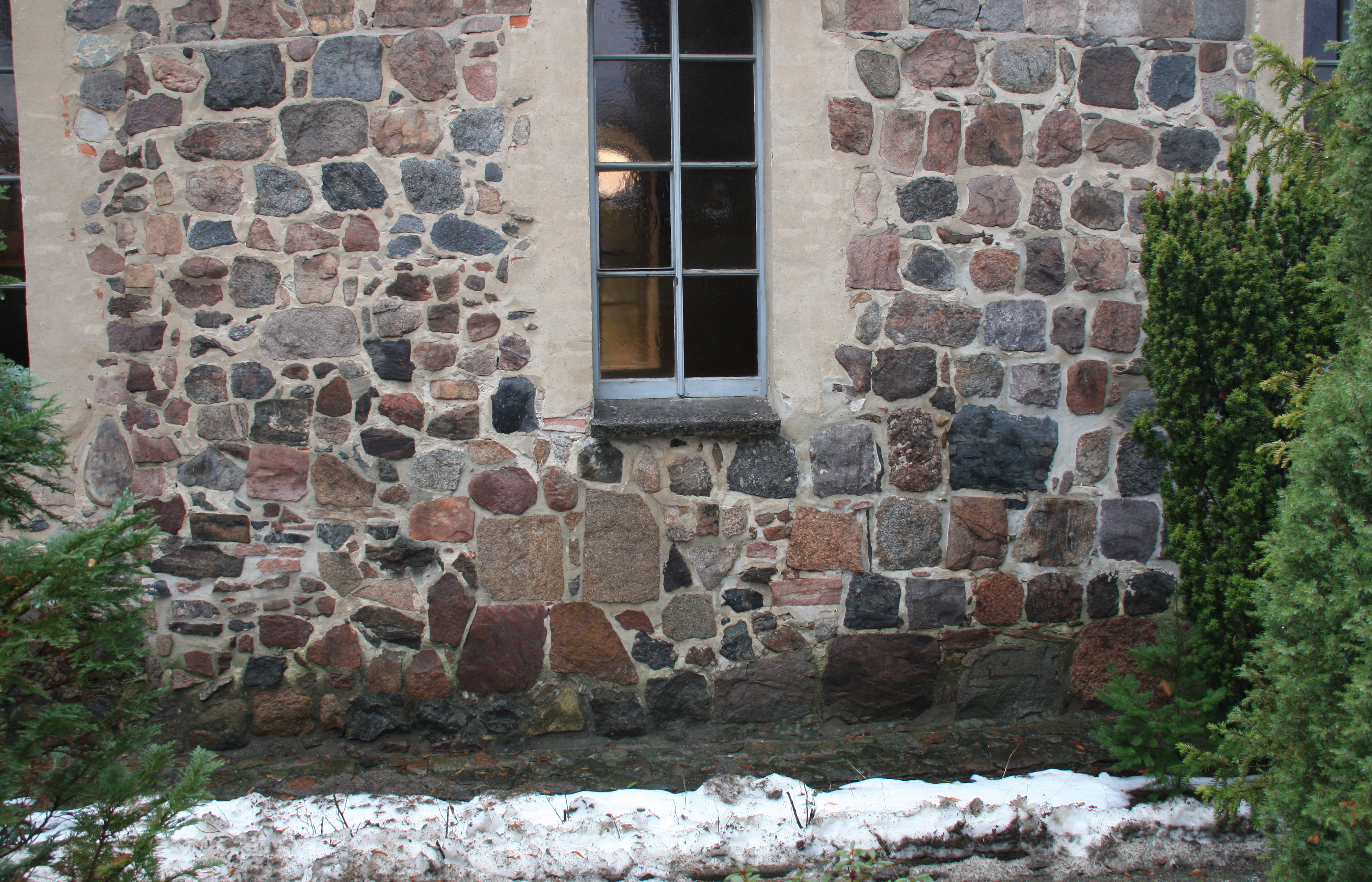
Das Mauerwerk auf der Südwand der Dorfkirche Gatow ist rechts relativ sorgfältig gequadert, links aber kleinteilig gespalten

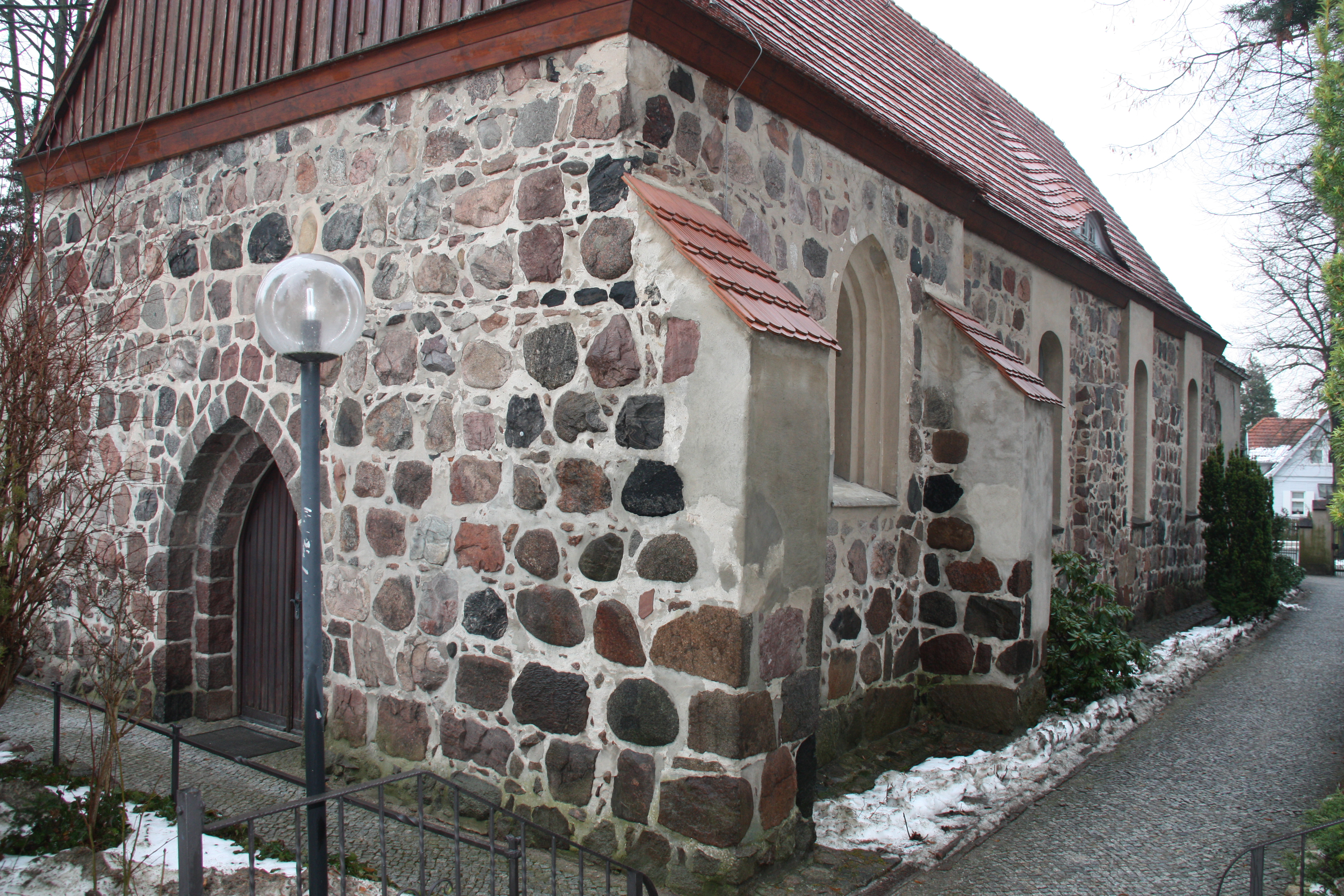
Turmbereich der Dorfkirche Gatow. Die Feldsteinquader ganz hinten im Chorbereich sind regelmäßiger gequadert und verlegt.

Das Dorf Gatow unterstand dem Benediktinerinnenkloster Spandau, bis es durch die Säkularisation 1558 in den Besitz des Kurfürsten Joachim II. (Brandenburg) kam und dem Amt Spandau unterstellt wurde. Gatow, Kladow und Groß Glienicke bildeten bis zum Bau der Berliner Mauer eine Pfarreinheit. 1966 wurde die Gemeinde Gatow wieder eine eigenständige Dorfkirchengemeinde. Damit war der bis um 1500 bestehende Zustand wiederhergestellt.

## Kirchenschiff
Die Kirche besteht aus vier deutlich unterscheidbaren Teilen, die verschiedenen Bauzeiten angehören. Diese sind durch das verwendete Material (Feldsteine bzw. verputztes Ziegelmauerwerk) gekennzeichnet.
Da das Dorf seit 1258 dem Kloster Spandau gehörte, ist schwer vorstellbar, dass es nicht wenigstens über eine Holzkirche verfügte. Der Feldsteinquaderbau begann Anfang des 14. Jahrhunderts, der noch relativ sorgfältig gequaderte Feldsteine, in Schichten verlegt, hat. Der Grundriss zeigt, dass die Wände stärker sind als die, die sich als Fortsetzung im Westen anschlossen. Auch die größere Mauerstärke weist auf ein höheres Alter hin sowie zwei waagerechte schmale Mauerrücksprünge über den Fenstern. Aufgrund der geringen Breite muss der Schluss gezogen werden, dass dieser Bauabschnitt ursprünglich als eingezogener Chor  vorgesehen war (vgl. das Beispiel der Dorfkirche Hohenschönhausen). Etwa im 15. Jahrhundert wurde der Kernbau oberhalb der Fenster erhöht und in gleicher Schiffsbreite nach Westen verlängert, so dass statt der ursprünglich geplanten Chorquadratkirche eine Saalkirche entstand. Der westlichste, durch Strebepfeiler gekennzeichnete Bauteil sollte offenbar der Unterbau eines schiffsbreiten Turmes werden. Der Ergänzungsbau des 15. Jahrhunderts ist aus weniger sorgfältig gequaderten oder gar nur gespaltenen Feldsteinen gebaut, die zwar immerhin noch in Schichten verlegt sind, deren Fugen jedoch ausgezwickt werden mussten. Nicht bekannt ist die Ursache eines schmalen Wandstreifens westlich des mittleren Fensters, sowohl auf der Süd- als auch auf der Nordwand, der völlig unregelmäßig aus kleineren Spaltstücken gebaut wurde (Überformung?).
Nach Reparaturen in den Jahren 1723, 1741 und 1816 wurde in den Jahren 1844 bis 1846 ein neuer verbretterter Dachturm errichtet, über dessen Vorgänger nichts bekannt ist. 1869 wurde im Osten ein verputztes Altarhaus angefügt und 1913 noch weiter östlich die verputzte Sakristei. Die großen Fenster des heutigen Schiffes wurden im 19. Jahrhundert mit ihren jetzigen Rundbögen vereinheitlicht. Das letzte Fenster kam 1935 hinzu. 1935 wurde der Zugang zur Kirche an der Südseite der Kirche neben dem östlichen Strebepfeiler zugemauert, eine mit Ziegeln eingefasste Nische markiert diese Stelle. Daneben befindet sich ein Kreuzigungsrelief aus Kalkstein. Dort, im Bereich des mittelalterlichen Eingangs, gab es außerdem seit 1913 einen massiven Vorbau. Als 1935 in die Westwand das Hauptportal eingebrochen wurde, fand man das Gewände einer alten Pforte, von deren Existenz über Jahrhunderte nichts bekannt war. Das stichbogig geschlossene Gewände aus Klinker von 1935 musste 1953 der Kopie eines frühgotischen Spitzbogenportals aus Feldsteinquadern weichen, um den Eindruck zu erwecken, es stamme aus spätgotischer Zeit. Den Umbau von 1953 leiteten Max Glöckner und Erich Rothe.

## Ausstattung
Die Renovierung von 1935 hat das Kircheninnere am meisten verändert. Vorher gab es an beiden Seiten des Schiffes Längsemporen, die auf Stützen ruhten. Die Einrichtung des Innern wurde 1953 ebenfalls völlig neu gestaltet, die Decke erheblich höher gelegt und durch freiliegende Unterzugbalken betont. Anlass der Renovierung war, dass die Decken- und Dachbalken durch Holzbock zerfressen waren. Nach Wiederherstellung des Gebälks wurde auf die glatte Verschalung der Decke verzichtet. Dadurch wurde eine spürbare Erhöhung des Raumes erreicht. Allerdings ging die ursprüngliche Wesensart der Dorfkirche verloren.
Bis 1953 hatte die Orgelempore noch vier Holzstützen, heute ist sie zwischen Auflagern im seitlichen Mauerwerk frei gespannt. Aus der Turmhalle führt eine Treppe zur Orgelempore, bis 1953 existierte eine weitere auf der gegenüberliegenden Seite.

### Prinzipalstücke
Der vermutlich aus dem Jahr 1741 stammende barocke Kanzelaltar wurde bei der letzten großen Umgestaltung 1953 entfernt. Die Altarwand schmückt ein aus der Berliner Marienkirche stammendes Gemälde, das Epitaph des Berliner Patriziers Martin Wins von einem mittelfränkischen Meister aus der Werkstatt Michael Wolgemuts um 1495. Die achtflammige flämische Krone des 18. Jahrhunderts, die Altarleuchter und der Kruzifixus aus dem 17. Jahrhundert wurden im Berliner Kunsthandel erworben. Der ehemalige Taufständer aus Holz von 1692 dient nunmehr in der Vorhalle als Opferstock. Die zugehörige Taufschale wurde 1893 an das Märkische Museum verkauft, die neue Taufschale stammt aus dem Jahr 1892.

### Orgel
Die Orgel stammt aus der Werkstatt des Berliner Orgelbauers Karl Schuke und wurde 1953 eingebaut. Vorher stand hier die 1877 errichtete Orgel von Carl Eduard Gesell aus Potsdam.

### Glocken
Im Kirchturm hängen drei Glocken. Die älteste stammt aus dem 14. Jahrhundert, 1953 kamen zwei weitere Glocken dazu.
| Nr. | Schlagton | Material      | Gewicht (kg) | Durchmesser (mm) | Höhe (mm) | Gießer       | Gussjahr | Verzierung |
| 1   | d″ −1     | Bronze        | 312          | 770              | 640       | unbekannt    | 14. Jh.  | In der Schulter zwischen zwei Stegpaaren vier Medaillons (Durchm. 60 mm) mit biblischen Szenen, eine Münze (Durchm. 25 mm); im oberen Teil der Flanke zwei Medaillons (Durchm. 60 mm) mit figürlichen Darstellungen |
| 2   | e″ −4     | Eisenhartguss | 380          | 850              | 630       | Franz Weeren | 1953     | |
| 3   | g″ −6     | Eisenhartguss | 200          | 720              | 530       | Franz Weeren | 1953     | |